# سای پی-شن
سای پی-شن (Tsai Pei-shan؛ متولد ۱۷ ژوئن ۱۹۷۸) تکواندوکار تایوانی است. وی در مسابقات قهرمانی تکواندو جهان در سال ۱۹۹۳، در دسته سبک‌وزن موفق به کسب مدال برنز شد. وی در مسابقات تکواندو قهرمانی آسیا در سال ۲۰۰۰ موفق به کسب مدال نقره شد.